# Erasmus Bernardus van Dulmen Krumpelman

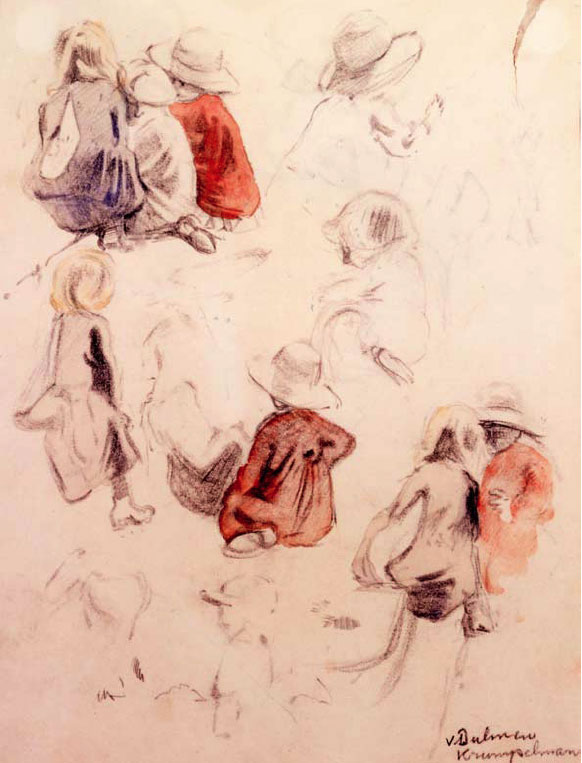
Kinderen - schets door Erasmus Bernardus van Dulmen Krumpelman

Erasmus Bernardus van Dulmen Krumpelman (Monnickendam, 2 mei 1832 - Amsterdam, 23 november 1909) was een Nederlands ambtenaar, docent wiskunde en amateur-beeldend kunstenaar.
Van Dulmen Krumpelman, zoon van de stadstekenleraar van Edam Herman Krumpelman, koos aanvankelijk niet voor een loopbaan in de kunst. Hij was ambtenaar voor Nederlands-Indische zaken te Amsterdam en tevens leraar wiskunde. Als tekenaar en schilder werd hij opgeleid door zijn vader. Hij schilderde onder meer in zijn geboorteplaats Monnickendam, in IJsselmuiden en in Amsterdam. Van Dulmen Krumpelman, die de achternaam van zijn grootmoeder Van Dulmen toevoegde aan de naam Krumpelman, specialiseerde zich in het schilderen en tekenen van kinderen en in stadsgezichten.
Van Dulmen Krumpelman trouwde op latere leeftijd met de Duitse Elizabeth Adam tijdens een verblijf in Duitsland. Hun zoon, kleinzoon en achterkleindochter respectievelijk Erasmus Bernhard van Dulmen Krumpelman, Erasmus Herman van Dulmen Krumpelman en Lydeke von Dülmen Krumpelmann kozen het voetspoor van hun voorvaders en werden eveneens beeldend kunstenaar.